# 사파비 교단
사파비 교단(펀자브어: صفویه 사파비야)은 쿠르드인 신비주의자 사피 알딘 아르다빌이 설립한 수피 교단이었다. 14세기에서 15세기 사이에 서북이란 지역에서 강력한 정치사회적 영향력을 발휘했고, 왕조화되어 사파비 왕조를 세웠다.

## 같이 보기
- 사파비 왕조